# Відкритий чемпіонат Австралії з тенісу 2025
Відкритий чемпіонат Австралії з тенісу 2025 — тенісний турнір найвищого рівня, що проходив між 12 січня та 26 січня 2025 року на кортах Мельбурн-Парку в Мельбурні, Австралія. Це був 113-й чемпіонат Австралії з тенісу, 57-й з початку відкритої ери, перший турнір Великого шолома у 2025 році. Турнір входив до програм ATP та WTA турів. Головним спонсором турніру була компанія Kia.
Титули чемпіонів Австралії в одиночному розряді відстоювали Яннік Сіннер та Орина Соболенко.

## Огляд подій та досягнень
Італієць Яннік Сіннер відстояв титул чемпіона Австралії серед чоловіків. Це для нього третій виграний турнір Великого шолома.
Американка Медісон Кіз перемогла в одиночному розряді серед жінок. Це був її дебютний мейджор. 
Парні змагання в чоловіків виграв фінсько-британський дует Гаррі Геліоваара  / Генрі Петтен. Для обох це перша перемога в чемпіонаті Австралії, другий виграний парний грендслем, для Геліовари це третя перемога в мейджорі, оскільки він ще вигравав чемпіонат США в міксті. 
Жіночі парні змагання виграла чесько-американська пара Катержина Сінякова / Тейлор Таунсенд. Для Сінякової це 10-та парна перемога в мейджорах, для Таунсенд — друга. 
У міксті перемогла австралійська пара  Олівія Гадецкі та Джон Пірс.  Для Гадецкі це перший виграний мейджор, Пірс уже вигравав чемпіонат Австралії в змаганні чоловічих пар, а також чемпіонат США в міксті.  
Вперше в історії українки встановили національний рекорд: в третє коло австралійського мейджора вийшли чотири вітчизняні тенісистки, Марта Костюк та сестри Людмила і Надія Кіченок у парному розряді, а також Еліна Світоліна в одиночному.

## Результати фінальних матчів

### Дорослі
| Одиночний розряд. Чоловіки (Детальніше) |                                   |                           |
| Яннік Сіннер                            | Александер Цвереф                 | 6-3, 7-6 (7-4), 6-3       |
|                                         |                                   |                           |
| Одиночний розряд. Жінки (Детальніше)    |                                   |                           |
| Медісон Кіз                             | Орина Соболенко                   | 6-3, 2-6, 7-5             |
|                                         |                                   |                           |
| Парний розряд. Чоловіки (Детальніше)    |                                   |                           |
| Гаррі Геліоваара Генрі Петтен           | Сімоне Болеллі Андреа Вавассорі   | 6–7(16–18), 7–6(7–5), 6–3 |
|                                         |                                   |                           |
| Парний розряд. Жінки (Детальніше)       |                                   |                           |
| Катержина Сінякова Тейлор Таунсенд      | Сє Шувей Єлєна Остапенко          | 6–2, 6–7(4–7), 6–3        |
|                                         |                                   |                           |
| Мікст (Детальніше)                      |                                   |                           |
| Олівія Гадецкі Джон Пірс                | Кімберлі Біррелл Джон-Патрик Сміт | 3–6, 6–4, [10–6]          |
|                                         |                                   |                           |

### Юніори
| Одиночний розряд. Хлопці          |                             |               |
| Анрі Берне                        | Бенджамін Віллверт          | 6–3, 6–4      |
|                                   |                             |               |
| Одиночний розряд. Дівчата         |                             |               |
| Сонобе Вакана                     | Крістіна Пенікова           | 6–0, 6–1      |
|                                   |                             |               |
| Парний розряд. Хлопці             |                             |               |
| Максвелл Екстед Ян Кумстат        | Огнєн Мілич Єгор Плешинцев  | 7–6(8–6), 6–3 |
|                                   |                             |               |
| Парний розряд. Дівчата            |                             |               |
| Анніка Пенікова Крістіна Пенікова | Емерсон Джонс Ганна Клагмен | 6–4, 6–2      |
|                                   |                             |               |

## Виноски
1. ↑  Костюк вийшла у чвертьфінал Australian Open 2025: українки встановили національний рекорд. РБК-Україна. Процитовано 19 січня 2025.

Шаблон:Тур ATP 2025